# Rubens de Siqueira
Rubens de Siqueira (Rio de Janeiro, 28 de julho de 1912 – 9 de junho de 1965) foi um médico brasileiro.
Foi eleito membro da Academia Nacional de Medicina em 1957, sucedendo Álvaro Lourenço Jorge na Cadeira 18, que tem Garfield Augusto Perry de Almeida como patrono.